# Andrzej Dobrowolski
Andrzej Dobrowolski (ur. 9 września 1921 we Lwowie, zm. 8 sierpnia 1990 w Grazu) – polski kompozytor i pedagog.

## Życiorys
Początkowo uczył się muzyki u Bronisława Rutkowskiego (organy), Stefana Beliny-Skupiewskiego (śpiew) i Ludwika Kurkiewicza (klarnet). W latach 1945–1951 studiował w Państwowej Wyższej Szkole Muzycznej w Krakowie pod kierunkiem Stefanii Łobaczewskiej (teoria) i Artura Malawskiego (kompozycja). W latach 1947–1954 wykładał przedmioty teoretyczne w Państwowym Liceum Muzycznym i Państwowej Wyższej Szkole Muzycznej w Krakowie, 1954-1976 w Państwowej Wyższej Szkole Muzycznej w Warszawie, gdzie od 1965 prowadził także klasę kompozycji. Od 1976 był profesorem zwyczajnym klasy kompozycji i muzyki elektronicznej, a od 1979 dziekanem Wydziału Kompozycji, Teorii i Dyrygentury w Hochschule für Musik und darstellende Kunst w Grazu. Równolegle rozwijał ożywioną działalność na terenie Związku Kompozytorów Polskich (1954-1969 sekretarz generalny), wydatnie przyczyniając się do aktywizacji pracy związku. W 1967 i 1970-1972 przewodniczył Komisji Programowej Warszawskiej Jesieni. Do wychowanków Dobrowolskiego należą m.in. John Casken (Anglia), Krzysztof Knittel, Norbert Mateusz Kuźnik, Wojciech Michniewski, Jan Oleszkowicz, Bernhard Lang i Sigrid Riegebauer (Austria), K. Johns (Niemcy).
W 1969 otrzymał Złoty Krzyż Zasługi, w 1971 nagrodę Ministra Kultury i Sztuki, w 1972 – nagrodę ZKP za całokształt działalności artystycznej, 1990 otrzymał nagrodę rządu Styrii im. Johanna Josepha Fuxa. Był również odznaczony Krzyżem Kawalerskim Orderu Odrodzenia Polski.
W dniach 4/6 grudnia 2015 r. (w 25. rocznicę śmierci Andrzeja Dobrowolskiego) odbyła się w Warszawie, na Uniwersytecie Muzycznym Fryderyka Chopina, organizowana przez Katedrę Teorii Muzyki pod patronatem Polskiego Towarzystwa Analizy Muzycznej ogólnopolska konferencja naukowa „Rozumienie muzyki: Muzyka Czystej Formy” z referatami, dyskusją panelową oraz koncertami przypominająca dorobek kompozytora
.

## Kompozycje
- Wariacje symfoniczne na orkiestrę (1949)
- Uwertura na orkiestrę symfoniczną (1950–1951)
- Koncert na fagot i orkiestrę (1953)
- I Symfonia (1955)
- Trio na obój, klarnet i fagot (1956)
- Osiem studiów na obój, trąbkę, fagot i kontrabas (pizzicato) (1959)
- Passacaglia na 40 z 5 na taśmę (1960)
- Muzyka na taśmę nr 1 (1962)
- Muzyka na orkiestrę smyczkową i 4 grupy instrumentów dętych (1964)
- Muzyka na taśmę i obój solo (1965)
- Muzyka na smyczki, 2 grupy instrumentów dętych i 2 głośniki (1966–1967)
- Muzyka na orkiestrę nr 1 (1968)
- Krabogapa na klarnet, puzon, wiolonczelę i fortepian (1969)
- Amar, muzyka na orkiestrę nr 2 (1970)
- Muzyka na taśmę i fortepian solo (1971)
- Muzyka na tubę solo (1972)
- Muzyka na orkiestrę nr 3 (1972–1973)
- S for S (Study for Synthi), muzyka elektroniczna na taśmę (1973)
- A-la, muzyka na orkiestrę nr 4 (1974)
- Muzyka na chór mieszany, 2 grupy instrumentów dętych, kontrabasy i perkusję (1975)
- Muzyka na 3 akordeony, harmonijkę ustną i perkusję (1977)
- Muzyka na taśmę i kontrabas solo (1977)
- Passacaglia. Muzyka na orkiestrę nr 5 (1978–1979)
- Muzyka na taśmę i klarnet basowy solo (1980)
- Muzyka na orkiestrę nr 6 (1981–1982)
- Muzyka na orkiestrę kameralną (1982–1983)
- Musik fuer Grazer Bläserkreis na 8 trąbek, 8 waltorni, 8 puzonów, 2 tuby i perkusję (1984)
- Muzyka na orkiestrę i obój solo (1984–1985)
- Flüchten na zespół kameralny i recytatora (1985–1986)
- Muzyka na orkiestrę nr 7 (1986–1987)
- Passacaglia für TX (wersja I), muzyka komputerowa na taśmę (1988)
- Passacaglia für TX (wersja II), muzyka komputerowa na taśmę (1989)
- Kwartet smyczkowy (1989)